# 우디네뒤쥐
우디네뒤쥐(Sorex arunchi)는 땃쥐과에 속하는 포유류의 일종이다. 이탈리아 북동부 지역의 우디네 지역과 슬로베니아 서부 지역에서 발견된다.